# پیساره (استان اشوی‌داشکسیه)
پیساره (به لهستانی: Pisary) یک منطقهٔ مسکونی در لهستان است که در گمینا اوژاروو واقع شده‌است.